# Communauté de communes du Naucellois
Pour les articles homonymes, voir CCN.
La  Communauté de communes du Naucellois  (CCN) est une ancienne communauté de communes française, située dans le département de l'Aveyron.

## Histoire
La Communauté de communes du Naucellois a été créée le 1er janvier 2002.

## Administration
| Période | Période       | Identité   | Étiquette | Qualité           |
| ------- | ------------- | ---------- | --------- | ----------------- |
| 2002    | décembre 2016 | Anne Blanc | PRG       | Maire de Naucelle |

## Composition
| Nom                  | Code Insee | Gentilé        | Superficie (km2) | Population (dernière pop. légale) | Densité (hab./km2) |
| -------------------- | ---------- | -------------- | ---------------- | --------------------------------- | ------------------ |
| Naucelle (siège)     | 12169      | Naucellois     | 23,23            | 1 980 (2014)                      | 85                 |
| Cabanès              | 12041      | Cabanessois    | 15,78            | 237 (2014)                        | 15                 |
| Camjac               | 12046      | Camjaçois      | 23,03            | 576 (2014)                        | 25                 |
| Castelmary           | 12060      | Castelmariens  | 11,81            | 122 (2014)                        | 10                 |
| Centrès              | 12065      | Centrésiens    | 36,71            | 499 (2014)                        | 14                 |
| Crespin              | 12085      | Crespinois     | 18,35            | 302 (2014)                        | 16                 |
| Meljac               | 12144      | Meljacois      | 9,54             | 141 (2014)                        | 15                 |
| Quins                | 12194      | Quinsois       | 38,46            | 826 (2014)                        | 21                 |
| Saint-Just-sur-Viaur | 12235      | Saint-Justiens | 25,10            | 213 (2014)                        | 8,5                |
| Tauriac-de-Naucelle  | 12276      | Tauriaciens    | 21,59            | 364 (2014)                        | 17                 |

## Compétences
La Communauté de communes a pour objectif d'offrir aux communes membres des moyens supplémentaires et efficaces pour répondre aux besoins et aux aspirations de leur population, qu'il s'agisse de mener à bien des opérations d'aménagement ou d'offrir un service public de qualité. Elle propose une concertation et une coopération pour des compétences qui dépassent les moyens des communes seules. Elle entend valoriser l'identité communale, en laissant aux communes des moyens suffisants pour leur permettre d'exercer de plein droit leurs compétences propres dans l'intérêt de la population. Elle répond à la nécessité de travailler ensemble pour un développement économique global, non seulement en direction du bourg mais aussi des campagnes, pour améliorer la qualité et le niveau de vie, amener des revenus complémentaires et créer des emplois.

## Sources
- Base de données ASPIC pour l'Aveyron, édition 11/2006.
- le SPLAF pour l'Aveyron, édition 11/2006.